# Lymantria fumosa
Lymantria fumosa är en fjärilsart som beskrevs av Saalmüller 1884. Lymantria fumosa ingår i släktet Lymantria och familjen tofsspinnare. Inga underarter finns listade i Catalogue of Life.